# Иоганн IV (герцог Баварии)
Иоганн IV (нем. Johann IV.; 4 октября 1437, Мюнхен — 18 ноября 1463, Усадьба Ментершвайге, Мюнхен) — герцог Баварско-Мюнхенского герцогства с 1460 года.

## Биография
Иоганн IV был старшим сыном герцога Баварии-Мюнхена Альбрехта III Благочестивого и его супруги Анны Брауншвейг-Грубенгагенской. Согласно завещанию отца в 1460 году он принял правление над герцогством совместно с младшим братом Сигизмундом.
Умер от чумы в 1463 году. Иоганн IV похоронен рядом с отцом в монастырской церкви Андехса.